# Nikola Vaptzarov (Schiff, 1976)
Die Nikola Vaptzarov (bulg. Никола Вапцаров) war ein 1976 gebautes Schulschiff des Typs Stocznia Szczecinska B-80. Die bulgarische Reederei Navigation Maritime Bulgare, die Marineakademie Warna, weitere Hochschulen und Schulen nutzen sie zur Ausbildung des seemännischen Nachwuchses. 2003 wurde sie abgewrackt.

## Bau und technische Daten
Auf Anforderung der sowjetischen Handelsmarine hatte die polnische Werft Stocznia Szczecińska im. Adolfa Warskiego Ende der 1960er Jahre mit dem Typ B-80 ein frachttragendes Schulschiff zur Offiziersausbildung entwickelt, von dem sie zunächst neun Einheiten für den Export in die Sowjetunion baute. Da sich der Typ als erfolgreich erwies, folgten weitere zwei Schiffe für Polen sowie je ein Schiff für Rumänien und Bulgarien.
Für die Navigation Maritime Bulgare war die zwölfte Einheit der Serie vorgesehen, die zur sechsten Baureihe gehörte. Sie wurde am 30. September 1975 auf der Werft in Stettin unter der Baunummer B80-6/12 auf Kiel gelegt. Beim Stapellauf am 23. Dezember 1975 wurde es als zweites bulgarisches Schiff nach dem Dichter Nikola Wapzarow benannt. Die erste Nikola Vaptzarow (IMO 5251159) war ein 1949 in Belgien gebautes Frachtschiff, das 1976 den Namen an den Schulschiffneubau abgab und in Baltchik umbenannt wurde.
Das Schiff war 122,1 Meter lang, 17,0 Meter breit und hatte einen Tiefgang von 7,4 Metern. Dabei war es mit 5975 BRT bzw. 2327 NRT vermessen und hatte eine Tragfähigkeit von 5655 Tonnen. Ein Fünfzylinder-Cegielski-Sulzer-Dieselmotor erzeugte 5500 bhp bzw. 5576 PS und ermöglichte über einen Schraube eine Geschwindigkeit von 16,0 Knoten. Die Reichweite betrug 8000 Seemeilen. Die Gesamtkapazität der Laderäume betrug bei Stückgut 5194 Kubikmeter bzw. bei loser Schüttung 5553 Kubikmeter, dazu kam ein Kühlraum mit 312 Kubikmetern, der auf −18 Grad Celsius heruntergekühlt werden konnte. An Bord befanden sich mehrere Kräne: Neben zwei leichten Ladebäumen mit einer Tragfähigkeit von 5 Tonnen und einem weiteren mit einer Tragfähigkeit von 10 Tonnen verfügte das Schiff über einen Schwerlastbaum von 30 Tonnen und zusätzlichen einen Ladekran für 5 Tonnen. Die Besatzung bestand aus 48 Mann, dazu kamen 15 Lehrer und 159 Kadetten.

## Geschichte
Mit Indienststellung des Neubaus am 29. Juli 1976 wurde Warna der Heimathafen des Schiffes. Zwar wurde die Nikola Vaptzarow von der dort ansässigen Navigation Maritim Bulgare bereedert und für eigene Ausbildungszwecke genutzt, das Schiff stand darüber hinaus allen maritimen und technischen Ausbildungsgängen zur Verfügung. Nutzer waren zudem die Marineakademie Warna, die Technische Universität Warna, die Technische Schule für Schiffbau und Seefahrt Warna sowie die Schule für Meeresfischerei. Dazu verfügte die Nikola Vaptzarow über zwei separate Schulungsräume für die Navigation, einen separaten für Maschine, zwei Klassenzimmer für insgesamt 78 Personen und eine bordeigene Schulbibliothek. Über die rund 25 Jahre im Einsatz als Schulschiff wurden auf ihr mehrere tausend bulgarische Seeleute ausgebildet.
Während der Schulungsfahrten wurde die Nikola Vaptzarow gleichzeitig als normales Frachtschiff eingesetzt. Von der Indienststellung bis 1992 befuhr sie vor allem die Verbindung zwischen Bulgarien und westeuropäischen Häfen. Auf einer dieser Fahrten rettete sie im Januar 1978 von der 43-köpfigen Besatzung des sowjetischen Schiffes Ivan Sechenov, das nach einer Kollision mit einem anderen Schiff im Marmarameer gesunken war, 21 Seeleute. Nach 1992 bildeten Reisen ins Mittelmeer und Fahrten im Schwarzen Meer die Hauptrouten. In den Jahren 1999 bis 2000 gelangte das Schiff bis an die Küste von Dschibuti in Ostafrika.
Für die Reederei, die sich nach den Umbrüchen in Osteuropa verstärkt der Konkurrenz stellen musste, wurde der Unterhalt des Schiffes zunehmend schwieriger. 2003 musterte sie die Nikola Vaptzarow aus, die ab dem 7. Oktober 2003 in Aliağa abgewrackt wurde.

## Trivia
An Bord der Nikola Vaptzarov wurden mehrere Dokumentationen und Spielfilme gedreht: Im Sommer 1989 drehte die bulgarische Regisseurin Maya Vaptsarova den Dokumentarfilm „Vertrauen“ (bulg.: „Вяра“) über den Dichter Nikola Wapzarow. Der Titel ist dem gleichnamigen Gedicht von Nikola Wapzarow entlehnt. Zehn Jahre Später, 1999, wurden Szenen des französischen Dramas Est-Ouest – Eine Liebe in Russland auf dem Schiff gedreht, der im Jahr 2000 eine Oscar-Nominierung erhielt.